# Lacourt-Saint-Pierre
 Lacourt-Saint-Pierre  es una población y comuna francesa, en la región de Mediodía-Pirineos, departamento de Tarn y Garona, en el distrito de Montauban y cantón de Montech.

## Demografía
| 636 | 561 | 583 | 665 | 782 | 870 |
| Para los censos de 1962 a 1999 la población legal corresponde a la población sin duplicidades (Fuente: INSEE [Consultar]) |     |     |     |     |     |